# Томмі Версетті
Томмі Версетті (англ. Tommy Vercetti, нар. 1 березня 1951, Ліберті-Сіті) — вигаданий персонаж, головний герой комп'ютерної гри «Grand Theft Auto: Vice City», яка вийшла 2002 року. Томмі Версетті озвучив актор Рей Ліотта.

## Характеристика персонажа
Томмі Версетті, на момент подій, що відбуваються в Grand Theft Auto: Vice City 35 років. Має італійське походження і помітний італійський акцент. Віддає перевагу вільному і недбалому стилю в одязі, зокрема, його первісний вид в грі — гавайська сорочка з коротким рукавом і пошарпані джинси. На обличчі невелика щетина.
Томмі відрізняється досить спортивною статурою; його хода самовпевнена, в порівнянні з Клодом, (протагоністом GTA 3), він непогано володіє рукопашним боєм. Однак не вміє плавати.
Він, на відміну від свого нового друга Ленса, намагається добути гроші і авторитет не відразу, а поступово. Томмі розумний, і його плани майже завжди спрацьовують. Версетті трохи схожий на Тоні Монтана з фільму Обличчя зі шрамом (фільм, 1983) (1983); особняк Версетті і його місцезнаходження майже повністю однакові. Остання місія нагадує останню перестрілку у фільмі, в ній і Тоні, і сам Томмі стріляють з М16. Але на відміну від Тоні Монтани, Томмі виходить переможцем.

## Біографія

### Ранні роки
Народився в Ліберті-Сіті у 1951 році. Разом з батьком працював у друкарні, допомагав йому чистити прокатні ролики. Хотів піти по стопах батька, але, за словами Томмі, вибрав іншу дорогу і пішов працювати на кримінальну сім'ю Фореллі.

### Початок 1970-х
На початку 70-х років Томмі продовжував працювати на Сонні Фореллі і вельми успішно просувався вгору по кримінальних кар'єрних сходах. Побоюючись того, що він стає все сильніше, Сонні послав до нього кілерів. Але Томмі не тільки вижив в результаті нападу в Гарвуді, але і вбив 11 кілерів, які напали на нього. Після арешту за вбивство, його стали називати «Гарвудським м'ясником».
Томмі повинен був бути засуджений до смертної кари, але в обмін за мовчання на суді, Фореллі допомогли змінити вирок на довічне ув'язнення.

### 1986-й рік
Завдяки Сонні Фореллі довічний термін Томмі замінили на 15-річний. Відсидівши його, він виходить на свободу. Томмі був дуже відомий у Ліберті-Сіті після замаху і було б дуже небезпечно залишати працювати його в місті. Через це Сонні вирішує відправити його працювати у Вайс-Сіті.

#### Угода з сім'єю Венс
У той час сім'я Фореллі вирішила торгувати наркотиками з сім'ями з цього міста і виходять на сім'ю Венс. На операцію з торгівлі наркотиками, яка повинна проходити в Вайс-Сіті Сонні послав Томмі та ще двох своїх людей. Однак, про угоду дізнається інша банда Вайс-Сіті і її люди влаштовують засідку на місці, де вона повинна проходити. Втекти з пастки вдається тільки Томмі, Кену Розенбергу, який його супроводжує і Ленсу Венсу, ще одному наркодиллеру. Інші учасники угоди гинуть, зокрема Віктор Венс, глава сім'ї Венс.

#### Знайомство з криміналом Вайс-Сіті
Томмі прибуває у готель на Оушен-Біч. Домовившись з Кеном про зустріч у його конторі, він відразу ж дзвонить Сонні Фореллі. Бос в люті і вимагає повернути йому його гроші. Томмі дає йому слово, що він дістане всі загублені наркотики і гроші.
Після розмови Томмі їде в офіс до Розенберга за наводкою, де можна заробити гроші. Кен радить відвідати вечірку полковника Хуана Гарсія Кортеса. Отримавши запрошення на його яхту, Томмі бере собі дорогий костюм в магазині одягу Rafael's. Прибувши на вечірку, він знайомиться з самим Кортесом, який, у свою чергу, знайомить його зі своєю донькою Мерседес. Вона показує йому всіх великих «шишок» у місті, майбутніх роботодавців Томмі, і розповідає про кожного з них. Після цього Мерседес просить підвезти її до стриптиз-клубу.
Після цього Томмі продовжує шукати людей, причетних до зриву угоди. Він виходить на Кента Пола, який може про це знати. Від нього він дізнається, що один з винуватців події — кухар Лео Тіл. У ході допиту він випадково вбиває його, обірвавши тим самим єдину ниточку в розслідуванні. У той же момент Томмі зустрічає Ленса Венса, який був присутній на операції і втратив брата Віктора. Він каже Томмі, що теж шукає винуватця і обіцяє йому повідомити що-небудь, якщо дізнається.
Тим часом сім'я Фореллі продовжує тиснути на Томмі, щоб він повернув гроші. Поки він не може цього зробити, Сонні Фореллі дає розпорядження: «відмазати» його кузена від тюремного терміну, змусивши свідків у його справі змінити свідчення.

#### Робота на нових босів
В контору Кена Розенберга приходить досить відомий і успішний магнат Ейвері Керрінгтон, запропонувавши Томмі роботу за щедру плату. Ейвері потрібна земля, на якій розміщений склад Spand Express, однієї з транспортних компаній, яка відмовляється її продавати. Томмі влаштовує там бунт робітників, а потім знищує службовий транспорт. Після цього він вирішує заробити трохи грошей, виконуючи завдання Ейвері. Серед них було вбивство конкурента, що заважає бізнесу Кэррингтона і знищення будівлі, яке Ейвері потім побудує заново, щоб піднятися в очах політиків. Також Томмі розв'язує війну між бандами Кубинців і Гаїтянців, за наказом того ж Ейвері.
Через деякий час з Томмі зв'язується Хуан Гарсія Кортес, у якого він був на вечірці. Полковник просить Томмі зустрітися з ним на його яхті, щоб обговорити зрив угоди Фореллі з Венсами. Там Кортес говорить, що однією з причин є «тупість» колишнього члена його банди Гонсалеса. Томмі вбиває його отриманою від Кортеса бензопилкою. Потім Кортес пропонує Томмі працювати на нього, поки вони будуть шукати винного у зриві угоди. Томмі дає згоду. Працюючи на полковника, через перестрілку в торговому центрі, він краде у військових чипи з новими програмами ракетного наведення. Також Томмі викрадає у армії танк для Кортеса.
Одним із його завдань було захистити великого наркобарона Рікардо Діаса під час його угоди з Кубинцями. Полковник постачає Томмі карабін, який він повинен забрати на парковці. Там Томмі знову стикається з Ленсом, який намагається показати йому свої бойові вміння. На угоді Томмі і Ленс рятують Діаса від банди Гаїтянців, які намагалися зірвати зустріч. В подяку він пропонує їм роботу.
З цього моменту Томмі і Ленс починають працювати на Рікардо Діаса. Він доручає їм розібратися з бандою «Акули», яка заважає його наркобізнесу. Спочатку Томмі вистежує їх лідера до самого лігва, після чого він разом з Ленсом, розстрілює його і знищує більшу частину банди. Також Томмі допомагає Діасу роздобути найшвидший човен на Східному Узбережжі і обігнати конкурентів у торгівлі наркотиками.
В ході роботи на Діаса Томмі дізнається від Ленса, що саме він організував засідку на місці угоди, що підтвердилося Кортесом. Ленс спробував вбити Рікардо, але спроба провалилася і Ленс потрапив до Діаса в заручники. Дізнавшись про це від Кента Пола, Томмі рятує горе-кілера. Разом вони збираються вбити Діаса, поки він не вбив їх. Влаштувавши справжню бійню в його особняку, вони завершують почате. Томмі вирішує забрати собі особняк і створити свій власний мафіозний клан.

#### Створення свого мафіозного клану
Після вбивства Рікардо Діаса Томмі забирає собі його особняк і намагається підкорити місто, прибравши його бізнес до своїх рук.
З самого початку у Томмі почалися проблеми з бізнесом. Господарі магазинів у торговельному центрі відмовилися платити новому босові, який прийшов на зміну старому. Тоді Томмі особисто приїжджає туди і розбиває вітрини, нагнавши страху на господарів.
Після цього він налагоджує відносини з кількома бандами міста.
Дізнавшись, що Томмі убив Лео Тіла, людину кубинців, Умберто Робіна, лідер банди, запрошує Томмі до свого кафе, щоб поговорити. Там Томмі починає роботу на Умберто. Він доводить йому, що вміє водити катер, краде фургон з наркотиками гаїтянців, зриває операцію їх конкурентів і підриває гаїтянський завод наркотиків.
Після захоплення особняка Діаса Томмі дзвонить Кенту Полу]] і пропонує заробити, допомагаючи рок-групі Love Fist. Томмі погоджується. Він допомагає групі добути наркотики і двічі рятує їх від вбивці-трансвистита. Також він буквально стає «своїм» для місцевих байкерів], яких він згодом вмовляє (на прохання Кента Пола) охороняти концерт групи.
Паралельно з цим Томмі скуповує більшу частину бізнесу у Вайс-Сіті, перетворюючи його в кримінальний. Він купує фабрику морозива Черрі Поппер, яка торгує наркотиками під виглядом морозива. Потім Томмі купує друкарню, де незабаром починає справу з виробництва фальшивих грошей. Також він купує човнову майстерню, на човнах якої згодом стали развозиться наркотики. Після цього він купує кіностудію Inter Global Films, в якій він знімає порнофільм за участю Мерседес Кортес. Між тим Томмі купує таксопарк «Кауфман Кэбс», якому допомагає розібратися з конкурентами. Після покупки клубу Малібу (діяльність якого легальна, на відміну від вищеперерахованих) Томмі планує там пограбування банку, після якого клуб починає приносити прибуток. Також Томмі купує автосалон «Саншайн Авто» і стрип-клуб «Поул-Позішн».

#### Проблеми з Фореллі
Дізнавшись про успіхи Томмі, Сонні Фореллі стає нетерпимим з ним. Він посилає в Вайс-Сіті своїх людей, щоб вони обклали податком весь бізнес Томмі. Про це дізнається Кен Розенберг і негайно повідомляє Томмі.
Першим бізнесом Томмі, який відвідали люди Фореллі, стала друкарня. Вони зібрали з неї данину і побили Ернеста Келлі, похилого фальшивомонетника і друга Томмі, який працює там. Дізнавшись про це, Томмі знаходить людей Фореллі, вбиває їх і забирає свої гроші.
Цей факт вивів з себе Сонні і він вирішує приїхати в Вайс-Сіті особисто. Томмі встигає надрукувати за допомогою Ернеста фальшиві три мільйони доларів, які він збирається віддати Сонні під виглядом справжніх. Тим часом, Ленс Венс, права рука Томмі, сумнівається в його довірі до нього. Він вважає, що Томмі його ні в що не ставить і вирішує позбутися від нього. Ленс повідомляє Фореллі, що гроші фальшиві.
Незабаром приходить день приїзду Фореллі. Він приходить у маєток Томмі за своїми грошима. Його зустрічають сам Томмі, Кен Розенберг і Ленс Венс. Під час їх розмови Томмі висловлює свою підозру про інцидент, який стався 15 років тому. Між ними починається перестрілка, в ході якої Сонні розкриває аферу Томмі і зраду Ленса. Зав'язується перестрілка між Томмі і людьми Фореллі. Томмі вбиває Ленса, а потім добирається і до Сонні.
Убивши обох і ще кілька десятків людей Фореллі, Томмі міркує з Кеном про те, що загрози з півночі більше немає, і про те, що це непогана можливість розгорнути свій бізнес на півдні.

### Після 1986 року
Про життя Томмі після подій 1986 року відомо мало, крім того, що він залишився главою сім'ї Версетті. Його відносини з Кеном Розенбергом ставали все більш напруженими, ймовірно через пристрасть адвоката до кокаїну.
1992 року він посилає Кена в реабілітаційний центр Сан-Андреаса «Форт-Карсон», а після цього перестає відповідати на його дзвінки. Подальша доля Томмі невідома.

## Цікаві факти
- У грі «Grand Theft Auto: San Andreas» (місія «The Meat Business») Сі-Джей змушений вбити кілька людей сім'ї Сіндакко. На фабриці, де відбувається перестрілка, Карл змушений захищати Кена Розенберга. Під час перестрілки Кен може вимовити: «Hey, just like old times, huh, Tommy?» (укр. «Гей, зовсім як у старі добрі часи, так, Томмі?»), на що Сі-Джей відповідає «Who the fuck is Tommy?» (укр. «Який ще нахрін Томмі?»).
- Томмі Версетті був анімований Джонатаном Сейлом.
- У грі «Grand Theft Auto: San Andreas» на полицях деяких магазинів, наприклад, магазину електроніки Зеро, можна побачити коробки з фігурками героїв гри, в тому числі і Томмі Версетті.
- У пролозі «GTA San Andreas» під назвою «The Introduction» Кен Розенберг після лікування від наркотичної залежності дзвонить Томмі, проте ніхто не бере трубку.[1]
- У другому трейлері до «Grand Theft Auto: Vice City Stories» на 53-й секунді можна побачити людину, одягнену і дуже схожу на Томмі, хоча в цей час він сидить у в'язниці.
- Також він став пародією в грі Driver 3.Тіммі Вермішеті має комічно великі руки, а також два надувних водяних крила, обмотаних навколо його плечей, що насміхається з того факту, що Томмі Версетті не міг плавати в GTA Vice City.